# Поляков, Николай Федотович
Николай Федотович Поляков (1926—1944) — советский военнослужащий. Участник Великой Отечественной войны. Герой Советского Союза (1945, посмертно). Сержант.

## Биография
Николай Федотович Поляков родился в 1926 году в посёлке имени Парижской Коммуны Алчевского района Луганского округа Украинской ССР (ныне город Перевальск Луганской области Украины) в рабочей семье. Русский. Образование 8 классов. До призыва на военную службу работал в Паркоммуне киномехаником.
В ряды Рабоче-крестьянской Красной Армии Н. Ф. Поляков был призван в августе 1944 года. Окончил курсы младших командиров в запасном полку. В боях с немецко-фашистскими захватчиками и их венгерскими союзниками сержант Н. Ф. Поляков с ноября 1944 года в должности командира стрелкового отделения 6-й стрелковой роты 2-го стрелкового батальона 1-го стрелкового полка 99-й стрелковой дивизии 46-й армии 2-го Украинского фронта. Участник Будапештской стратегической наступательной операции.
Ведя наступление из района Кечкемета, 99-я стрелковая дивизия в период с 11 по 26 ноября 1944 года прорвала глубоко эшелонированную оборону противника в междуречье Тисы и Дуная и в начале декабря 1944 года вышла к Дунаю в районе острова Чепель. В ночь с 4 на 5 декабря 1944 года батальон лейтенанта И. С. Забобонова под сильным огнём противника форсировал водную преграду севернее посёлка Эрчи. Отделение сержанта Н. Ф. Полякова первым высадилось на левый берег реки и захватило господствовавшую над местностью высоту. После того, как из строя вышел командир взвода, сержант Поляков принял командование взводом на себя. Под его командованием взвод штурмом овладел посёлком Мариахаза (Mariaháza). В бою за посёлок Н. Ф. Поляков лично уничтожил 10 военнослужащих вермахта. В последующие двое суток батальон лейтенанта Забобонова вёл бои за удержание и расширение захваченного плацдарма, отразив многочисленные контратаки противника и уничтожив при этом несколько танков и более 200 солдат и офицеров противника. 8 декабря 1944 года сержант Н. Ф. Поляков был представлен к званию Героя Советского Союза, но получить награду он не успел. 9 декабря 1944 года он погиб в бою на немецкой линии обороны «Маргарита» северо-восточнее озера Веленце. Звание Героя Советского Союза было присвоено сержанту Полякову Николаю Федотовичу указом Президиума Верховного Совета СССР от 24 марта 1945 года посмертно. 
За отличие при форсировании Дуная Указом от 24.03.1945 года Золотой Звездой Героя Советского Союза наградили ещё 14 воинов из 2-го стрелкового батальона старшего лейтенанта Забобонова Ивана Семеновича, в том числе: старшего лейтенанта Милова Павла Алексеевича, старшего лейтенанта Чубарова Алексея Кузьмича, лейтенанта Храпова Николая Константиновича, лейтенанта Колычева Олега Федосеевича, младшего лейтенанта Кутуева Рауфа Ибрагимовича, старшего сержанта Шарпило Петра Демьяновича, сержанта Ткаченко Ивана Васильевича, сержанта Полякова Николая Федотовича, красноармейца Зигуненко Ильи Ефимовича, красноармейца Остапенко Ивана Григорьевича, красноармейца Мележика Василия Афанасьевича, красноармейца Зубовича Константина Михайловича, красноармейца Трошкова Александра Даниловича.
Первоначально Н. Ф. Поляков был похоронен на северной окраине посёлка Мариахаза. Вероятно, позднее воинские захоронения из Мариахазы были перенесены в посёлок Эрчи.

## Награды
- Медаль «Золотая Звезда» (24.03.1945, посмертно);
- орден Ленина (24.03.1945, посмертно).

## Память
- Мемориальная доска в честь героя Советского Союза Н. Ф. Полякова установлена в городе Перевальске на здании, где он работал киномехаником.

## Документы
- Общедоступный электронный банк документов «Подвиг Народа в Великой Отечественной войне 1941—1945 гг.» Дата обращения: 1 сентября 2012. Архивировано из оригинала 13 марта 2012 года.

Представление к званию Героя Советского Союза и указ ПАС СССР о присвоении званию. Дата обращения: 1 сентября 2012. Архивировано 24 ноября 2012 года.
- Обобщенный банк данных «Мемориал». Дата обращения: 1 сентября 2012. Архивировано из оригинала 10 мая 2012 года.

ЦАМО, ф. 58, оп. 18003, д. 31. Дата обращения: 1 сентября 2012. Архивировано 24 ноября 2012 года.